# Cyclolabus frivolus
Cyclolabus frivolus là một loài tò vò trong họ Ichneumonidae.